# N.W.A
N.W.A (Abkürzung für Niggaz Wit Attitudes) war eine US-amerikanische Hip-Hop-Gruppe aus Compton, Kalifornien. Die Gründungsmitglieder waren Arabian Prince, Dr. Dre, Eazy-E und Ice Cube, später kamen DJ Yella sowie MC Ren dazu.
N.W.A trug entscheidend zur Popularisierung des Gangsta-Raps bei und seine Musiker gelten als wichtige Vertreter des Westcoast-Hip-Hop. Weltweit bekannt wurden sie insbesondere durch die Lieder Dopeman sowie Fuck tha Police vom Album Straight Outta Compton (1988).
2015 wurde der Film Straight Outta Compton veröffentlicht, der eine Filmbiografie von N.W.A darstellt.

## Geschichte

### Anfänge
Die Gruppe wurde 1986 gegründet. Die ersten Lieder wurden als 12"-Singles veröffentlicht und fanden später mit anderen Produktionen befreundeter Künstler ihren Weg auf die Kompilation N.W.A and the Posse von 1987. Mit dem 1988 erschienenen Album Straight Outta Compton gelang ein grandioser, wenn auch erschwerter Durchbruch. Die Platte entstand in sechs Wochen, die Produktion kostete etwa 8.000 US-Dollar. Die meisten Radio-Stationen weigerten sich, das Album zu spielen, und auch MTV, das damals ein wichtiger Gatekeeper für Popkultur war, spielte keine Titel aus dem Album. Trotzdem verkauften sich über drei Millionen Exemplare. Vor allem die A-Seite mit den Titeln Straight Outta Compton, Fuck tha Police und Gangsta Gangsta begründete das Image der Band, das sowohl den Erfolg als auch eine durch die breite Öffentlichkeit getragene Verdammung der Gruppe ergab. Ähnlich wie im frühen Hip-Hop beschrieb das Album das von Gangs geprägte Leben auf der Straße, anders als früher aber nicht mehr kritisch, sondern entweder nihilistisch oder gar es hedonistisch preisend. Dabei stehen sie allerdings in der Tradition der Musik aus Südkalifornien von den Beach Boys, den Eagles oder Jefferson Airplane. Alle Gruppen besangen vor allem den hedonistischen Lebensstil, Geld und Frauen, nur dass die früheren Gruppen nicht aus dem von Gangs geprägten Vorort von Los Angeles namens Compton kamen.
Ice Cube schrieb den größten Teil der Texte zu Straight Outta Compton, Dr. Dre und Yella sind als Produzenten ausgewiesen, wobei der größte Teil der Produktion wohl faktisch von Dre geleistet wurde. Musikalisch hat das Album aber wenig gemein mit Dres früheren schnellen, elektronischen Upbeat-geprägten Veröffentlichungen in der World Class Wreckin’ Cru. Straight Outta Compton ist musikalisch wesentlich langsamer, dunkler mit starken Funk-Einflüssen, eingebettet in eine Soundcollage aus Schüssen, Sirenen, Autogeräuschen, Schreien und Flüchen.
Das Album, obwohl zuerst ohne Werbung und Medienöffentlichkeit betrieben, wurde ein enormer Verkaufserfolg. Maßgeblich dafür war zuerst das Netzwerk der afroamerikanischen Community und insbesondere deren Plattenläden. Die Verkäufe entwickelten sich von Region zu Region. Gelang es erst einmal, Plattenläden zu überzeugen das Album zu führen, verkaufte es sich durch Mundpropaganda fast automatisch. Es wechselte deutlich sichtbar von der afroamerikanischen in die weiße Community, wo es insbesondere bei Jugendlichen großen Anklang fand.

### Kontroverse
Im Jahr 1989 wandte sich das FBI mit einem Brief an den Vertrieb Priority Records und äußerte, dass der Song Fuck Tha Police zur Gewalt gegen Polizisten aufruft, und forderte die Firma auf, die Platte zurückzuziehen. Das Label verbreitete den Brief, woraufhin der Markterfolg neue Dimensionen erreichte. Bryan Turner von Priority Records sagt rückblickend: The [letter] was like a nuclear explosion. Once we circulated that, everybody wanted to hear the record the FBI wanted to suppress. Das Album, das bisher etwa 100.000 Exemplare verkauft hatte, kam national in die Nachrichten. MTV spielte es zwar immer noch nicht, aber dafür erschienen zahlreiche Fernsehsendungen und Zeitungsartikel über das Album. Die Verkaufszahlen verdreißigfachten sich danach.

### Auflösung
Ice Cube, einer der Hauptrapper und Texter der Band, verließ die Gruppe 1989. Die beiden Alben 100 Miles and Runnin’  (1990) und Niggaz 4 Life (1991, in den USA als Efil4zaggin’  erschienen) wurden ebenfalls internationale Erfolge, unter anderem durch den unterlegten G-Funk-Sound von Dr. Dre. Wegen finanzieller Streitigkeiten zwischen Eazy-E und dem Rest der Gruppe kam es 1991 schließlich zur Auflösung von N.W.A.

### Nach N.W.A
Dr. Dre bildete mit Suge Knight das Label Death Row Records und veröffentlichte Alben wie The Chronic oder Snoop Doggy Doggs Doggystyle, die aufgrund des G-Funk-Sounds erfolgreich wurden. Eazy-E konnte zwar nicht an die besten Zeiten anknüpfen, aber er hatte weiterhin Erfolg. Auf The Chronic und Doggystyle beleidigten (dissten) Snoop und Dre Eazy-E, woraufhin dieser mit dem Album It’s On (Dr. Dre) 187um Killa (187 ist der Polizeicode für Mord) mit den Tracks Real Muthaphuckkin G's und It’s On konterte. Nach der Trennung startete Dr. Dre als Produzent für andere Rapper, darunter Snoop Doggy Dogg und Eminem. Ice Cube war erfolgreich als Rapper und Schauspieler. Eazy-E starb 1995 an den Folgen von AIDS. Die sehr expliziten und häufig nihilistischen Lyrics der N.W.A-Spätphase dienten, insbesondere an der Westküste, vielen Rappern als Vorbild. Auch auf die Ostküste haben die Inhalte der Texte eine gewisse Auswirkung gehabt. The D.O.C. brachte sein Album No One Can Do It Better heraus. Nach dem Album hatte er einen Autounfall, welcher seine Stimme erheblich schädigte.

## Würdigung
N.W.A waren das zentrale Element einer ganzen Reihe unbekannterer Hip-Hop-Bands, die bei der Plattenfirma Ruthless Records unter Vertrag waren, darunter King T, CPO, Above the Law und Kokane. N.W.A war eine der ersten Gangsta-Rap-Gruppen. Als Vorreiter des Gangsta Raps wird darüber hinaus vor allem auch Schoolly D angesehen. Viele Künstler aus diesem Bereich ziehen ihren Einfluss aus dem Straight Outta Compton-Album. Die Texte von Ice Cube und MC Ren sind nicht genretypisch, sie deuteten das Genre erst. Die Qualität des Rap-Stils (besser gesagt des MCings) der einzelnen N.W.A-Mitglieder war insbesondere in der Anfangszeit sehr unterschiedlich. Im Vergleich zu den großen MCs der Ostküste, die insbesondere in der zweiten Hälfte der 1980er die Qualität der Lyrics und des Flows stark verbesserten, klingen insbesondere die Releases aus der Anfangszeit der Gruppe ('88 und früher) noch qualitativ sehr einfach. Vielmehr machte die explizite Ausdrucksweise auf die Gruppe aufmerksam und die Energie und Wut mit der Ice Cube seine Texte vortrug. Insbesondere während seiner Solokarriere entwickelte sich Ice Cube zu einem, auch an der Ostküste, angesehenen MC. MC Rens Solokarriere nahm, trotz bemerkenswerter Fähigkeiten, hingegen nie Fahrt auf. Bei Dr. Dre und Eazy-E ist zu erwähnen, dass beide den Großteil ihrer Lyrics nicht selbst geschrieben haben. Während anfangs vor allem Ice Cube Ghostwriter war, übernahm später hauptsächlich der befreundete Rapper The D.O.C. diese Rolle. Nach dem N.W.A-Split wechselte er mit Dr. Dre zusammen zu Death Row Records und schrieb einen Großteil der Lyrics für The Chronic.
2016 wurden N.W.A. in die Rock and Roll Hall of Fame aufgenommen. Die Gruppe ist nach Grandmaster Flash & the Furious Five (2007), Run-D.M.C. (2009), Beastie Boys (2012) und Public Enemy (2013) erst der fünfte Hip-Hop-Act, dem diese Ehrung zuteilwurde.
Auch im deutschen Hip-Hop fand die Formation Würdigung durch den Rapper Shindy, der das Album NWA in Anlehnung an den Namen der Gruppe als Hommage benannte.

## Mitglieder
- Arabian Prince (Mik Lezan): DJ, Rapper (stieg nach dem Album Straight Outta Compton aus der Gruppe aus)
- DJ Yella (Antoine Carraby): DJ, Produzent
- Dr. Dre (André Romell Young): DJ, Produzent, Rapper
- Eazy-E (Eric Wright; † 1995): Rapper, Produzent
- Ice Cube (O’Shea Jackson): Rapper
- MC Ren (Lorenzo Patterson): Rapper

## Diskografie

### Studioalben
| Jahr | Titel                  | Höchstplatzierung, Gesamtwochen, AuszeichnungChartplatzierungen (Jahr, Titel, Platzierungen, Wochen, Auszeichnungen, Anmerkungen) | Höchstplatzierung, Gesamtwochen, AuszeichnungChartplatzierungen (Jahr, Titel, Platzierungen, Wochen, Auszeichnungen, Anmerkungen) | Höchstplatzierung, Gesamtwochen, AuszeichnungChartplatzierungen (Jahr, Titel, Platzierungen, Wochen, Auszeichnungen, Anmerkungen) | Höchstplatzierung, Gesamtwochen, AuszeichnungChartplatzierungen (Jahr, Titel, Platzierungen, Wochen, Auszeichnungen, Anmerkungen) | Höchstplatzierung, Gesamtwochen, AuszeichnungChartplatzierungen (Jahr, Titel, Platzierungen, Wochen, Auszeichnungen, Anmerkungen) | Anmerkungen                                                |
| Jahr | Titel                  | DE | AT | CH | UK | US | Anmerkungen                                                |
| ---- | ---------------------- | --- | --- | --- | --- | --- | ---------------------------------------------------------- |
| 1988 | Straight Outta Compton | DE36 a (5 Wo.)DE | AT55 a (3 Wo.)AT | CH66 a (5 Wo.)CH | UK35 b Platin · (14 Wo.)UK | US4 c ×3Dreifachplatin · (110 Wo.)US                                                                                              | Erstveröffentlichung: 9. August 1988 Verkäufe: + 3.300.000 |
| 1991 | Niggaz4Life            | — | — | — | UK25 Silber · (2 Wo.)UK | US1 Platin · (44 Wo.)US | Erstveröffentlichung: 28. Mai 1991 Verkäufe: + 1.060.000   |

### Kompilationen
| Jahr | Titel                                               | Höchstplatzierung, Gesamtwochen, AuszeichnungChartplatzierungen (Jahr, Titel, Platzierungen, Wochen, Auszeichnungen, Anmerkungen) | Höchstplatzierung, Gesamtwochen, AuszeichnungChartplatzierungen (Jahr, Titel, Platzierungen, Wochen, Auszeichnungen, Anmerkungen) | Anmerkungen                                                 |
| Jahr | Titel                                               | UK | US | Anmerkungen                                                 |
| ---- | --------------------------------------------------- | --- | --- | ----------------------------------------------------------- |
| 1987 | N.W.A. and the Posse                                | — | US— GoldUS | Erstveröffentlichung: 6. November 1987 Verkäufe: + 500.000  |
| 1996 | Greatest Hits                                       | UK49 d Gold · (5 Wo.)UK | US48 Gold · (13 Wo.)US | Erstveröffentlichung: 2. Juli 1996 Verkäufe: + 607.500      |
| 1999 | The NWA Legacy, Vol. 1: 1988–1998                   | — | US77 Platin · (8 Wo.)US | Erstveröffentlichung: 23. März 1999 Verkäufe: + 1.000.000   |
| 2002 | The NWA Legacy, Vol. 2                              | — | US154 (2 Wo.)US | Erstveröffentlichung: 27. August 2002                       |
| 2006 | The Best of N.W.A: The Strength of Street Knowledge | UK— Gold (Priority) + Silber (Virgin)UK                                                                                           | US72 (7 Wo.)US | Erstveröffentlichung: 26. Dezember 2006 Verkäufe: + 167.500 |
| 2008 | N.W.A and Their Family Tree                         | — | — | Erstveröffentlichung: 30. September 2008                    |
| 2014 | Icon                                                | — | — | Erstveröffentlichung: 3. Juni 2014                          |

### EPs
| Jahr | Titel                 | Höchstplatzierung, Gesamtwochen, AuszeichnungChartplatzierungen (Jahr, Titel, Platzierungen, Wochen, Auszeichnungen, Anmerkungen) | Höchstplatzierung, Gesamtwochen, AuszeichnungChartplatzierungen (Jahr, Titel, Platzierungen, Wochen, Auszeichnungen, Anmerkungen) | Anmerkungen                                                 |
| Jahr | Titel                 | UK | US | Anmerkungen                                                 |
| ---- | --------------------- | --- | --- | ----------------------------------------------------------- |
| 1987 | Panic Zone            | — | — | Erstveröffentlichung: 13. August 1987                       |
| 1990 | 100 Miles and Runnin’ | UK38 (4 Wo.)UK | US27 Platin · (25 Wo.)US | Erstveröffentlichung: 14. August 1990 Verkäufe: + 1.000.000 |

### Singles
| Jahr | Titel Album                             | Höchstplatzierung, Gesamtwochen, AuszeichnungChartplatzierungen (Jahr, Titel, Album, Platzierungen, Wochen, Auszeichnungen, Anmerkungen) | Höchstplatzierung, Gesamtwochen, AuszeichnungChartplatzierungen (Jahr, Titel, Album, Platzierungen, Wochen, Auszeichnungen, Anmerkungen) | Anmerkungen                                                                     |
| Jahr | Titel Album                             | UK | US | Anmerkungen                                                                     |
| --- | --------------------------------------- | --- | --- | ------------------------------------------------------------------------------- |
| 1988 | Gangsta Gangsta Straight Outta Compton  | UK70 (2 Wo.)UK | — | Erstveröffentlichung: 5. September 1988                                         |
| 1989 | Express Yourself Straight Outta Compton | UK26 Gold · (9 Wo.)UK | — | Erstveröffentlichung: 27. März 1989 Verkäufe: + 430.000                         |
| 1991 | Alwayz into Somethin’ Niggaz4Life       | UK60 (2 Wo.)UK | — | Erstveröffentlichung: 15. April 1991 feat. Admiral D.                           |
| 1991 | Appetite for Destruction Niggaz4Life    | — | — | Erstveröffentlichung: 18. Mai 1991                                              |
| 1991 | The Dayz of Wayback Niggaz4Life         | — | — | Erstveröffentlichung: 1991 feat. Admiral D. nur in UK als Single veröffentlicht |
| 1999 | Chin Check Next Friday (Soundtrack)     | — | — | Erstveröffentlichung: 23. August 1999 feat. Snoop Dogg                          |
| Folgende Lieder erschienen nicht als Single, wurden aber durch das Album zum Download und Streaming bereitgestellt und konnten somit eine Platzierung erlangen: |                                         | | |                                                                                 |
| |                                         | | |                                                                                 |
| 2015 | Fuck tha Police Straight Outta Compton  | UK97 Gold · (1 Wo.)UK | — | Verkäufe: + 515.000                                                             |
| 2015 | Straight Outta Compton                  | UK66 e Platin · (3 Wo.)UK | US38 e Platin · (2 Wo.)US | Verkäufe: + 1.630.000                                                           |

### Videoalben
| Jahr | Titel                            | Anmerkungen                            |
| ---- | -------------------------------- | -------------------------------------- |
| 1992 | Niggaz4Life: The Only Home Video | Erstveröffentlichung: 2. November 1992 |

## Auszeichnungen für Musikverkäufe
| Goldene Schallplatte - Dänemark - 2024: für das Lied Fuck tha Police - Kanada - 1999: für das Album Greatest Hits - 2003: für das Album The NWA Legacy, Vol. 1: 1988–1998 - 2016: für das Lied Fuck tha Police - Neuseeland - 2022: für das Album Greatest Hits - 2024: für das Album The Best of N.W.A: The Strength of Street Knowledge | Platin-Schallplatte - Neuseeland - 2021: für die Single Straight Outta Compton - 2021: für das Lied Fuck tha Police - 2024: für die Single Express Yourself |

Anmerkung: Auszeichnungen in Ländern aus den Charttabellen bzw. Chartboxen sind in ebendiesen zu finden.
| Land/RegionAuszeichnungen für Musikverkäufe (Land/Region, Auszeichnungen, Verkäufe, Quellen) | Silber     | Gold       | Platin       | Verkäufe  | Quellen              |
| -------------------------------------------------------------------------------------------- | ---------- | ---------- | ------------ | --------- | -------------------- |
| Dänemark (IFPI)                                                                              | —          | Gold1      | —            | 45.000    | ifpi.dk              |
| Kanada (MC)                                                                                  | —          | 3× Gold3   | —            | 140.000   | musiccanada.com      |
| Neuseeland (RMNZ)                                                                            | —          | 2× Gold2   | 3× Platin3   | 105.000   | radioscope.co.nz NZ2 |
| Vereinigte Staaten (RIAA)                                                                    | —          | 2× Gold2   | 7× Platin7   | 7.500.000 | riaa.com             |
| Vereinigtes Königreich (BPI)                                                                 | 2× Silber2 | 4× Gold4   | 2× Platin2   | 2.020.000 | bpi.co.uk            |
| Insgesamt                                                                                    | 2× Silber2 | 12× Gold12 | 12× Platin12 |           |                      |